# 徳島県道289号赤松由岐線
徳島県道289号赤松由岐線（とくしまけんどう289ごう あかまつゆきせん）は、徳島県海部郡美波町を通る一般県道である。

## 概要
海部郡美波町赤松から海部郡美波町木岐に至る。起点から国道55号までの間では大部分が狭く、一部未舗装の区間があり、自動車の通り抜けができないところがある。しかし、国道55号から終点までの間では2車線で整備されているところもある。

### 路線データ
- 起点：海部郡美波町赤松（徳島県道19号阿南鷲敷日和佐線交点）
- 終点：海部郡美波町木岐（徳島県道25号日和佐小野線交点）
- 総延長：現道11,789 m/旧道：148 m[1]
- 実延長：現道11,652 m/旧道：148 m[1]
- 重用区間：137 m[1]

## 歴史
- 1959年（昭和34年）1月31日 - 徳島県道172号として認定。
- 1972年（昭和47年）3月10日 - 現在の路線番号で再認定。

## 路線状況

### 重複区間
- 国道55号（海部郡美波町北河内）

## 地理

### 通過する自治体
- 徳島県
  - 海部郡美波町

### 交差する道路
| 交差する道路                 | 交差する場所 | 交差する場所 |
| ---------------------------- | ------------ | ------------ |
| 徳島県道19号阿南鷲敷日和佐線 | 赤松         | 起点         |
| 未供用区間                   |              |              |
| 国道55号 重複区間起点        | 北河内       |              |
| 国道55号 重複区間終点        | 北河内       |              |
| 国道55号 / E55 日和佐道路    | 木岐         | [ 注釈 2 ]   |
| 徳島県道25号日和佐小野線     | 木岐         | 終点         |

### 交差する鉄道
- 牟岐線

### 沿線
- 赤滝
- JR四国牟岐線 木岐駅